# Café Helms

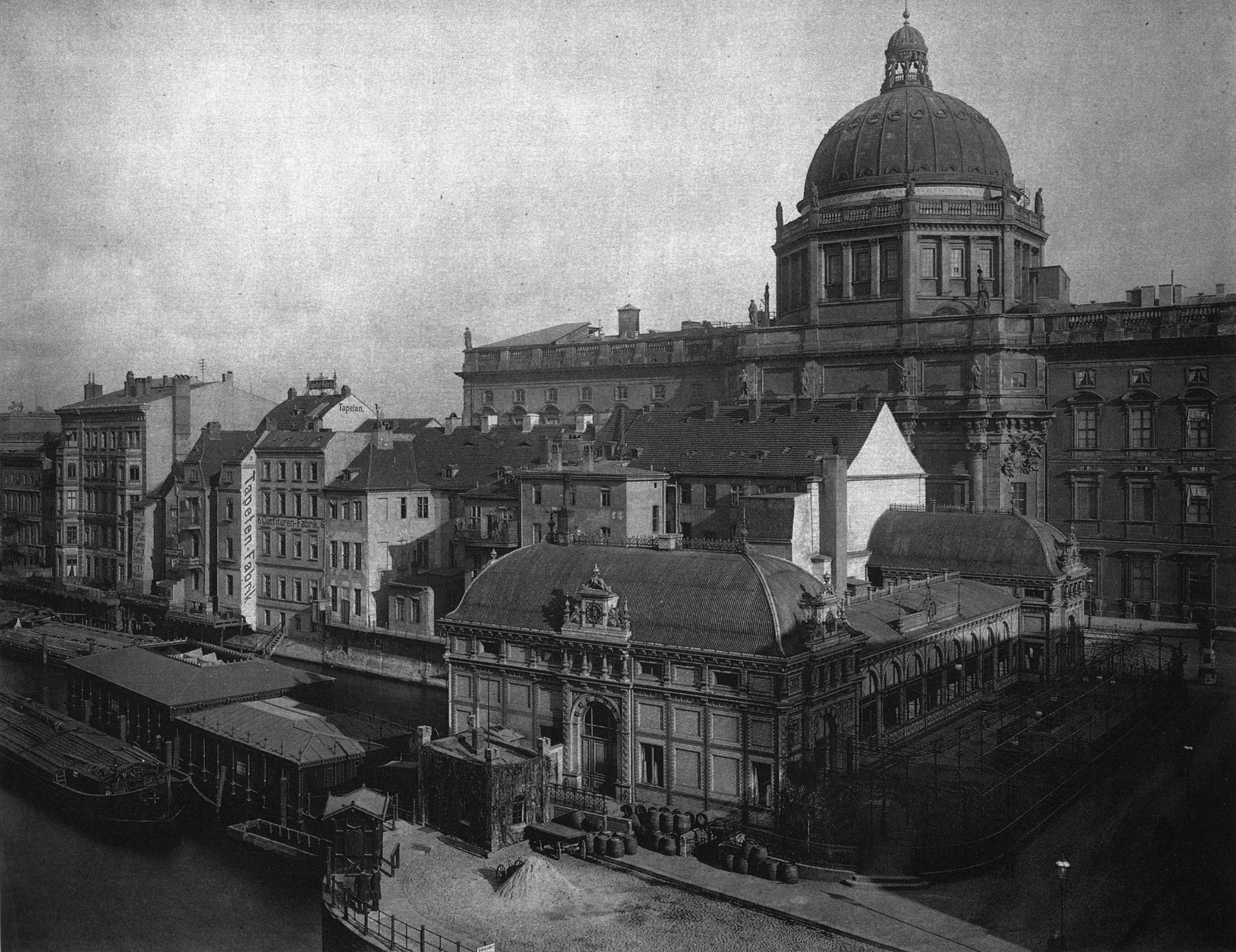
Café Helms, im Hintergrund das Berliner Stadtschloss

Das Café Helms, auch als Restaurant Helms, Gaststätte Helms oder Helms’sches Wirtshaus bezeichnet, war ein bekanntes Berliner Lokal. Es befand sich in einem Interimsbau an der Schlossfreiheit auf der Spreeinsel im heutigen Ortsteil Mitte in der Nähe des Stadtschlosses.
Das Gebäude wurde 1882–1883 nach Entwürfen der renommierten Berliner Architekten Hermann Ende und Wilhelm Böckmann errichtet. Es handelte sich um ein frühes Beispiel eines Fertighauses mit Eisenfachwerk-Konstruktion in Deutschland. Die beiden Flügelpavillons des Gebäudes verband ein langgezogener Hallentrakt, in dem die Wirtsstube lag.
Das nach seinem Betreiber benannte Café Helms entwickelte sich zu einem beliebten Treffpunkt der Berliner Gesellschaft, existierte aber nur zehn Jahre lang. Der Abriss erfolgte ab 1893.

## Standort und Umgebung

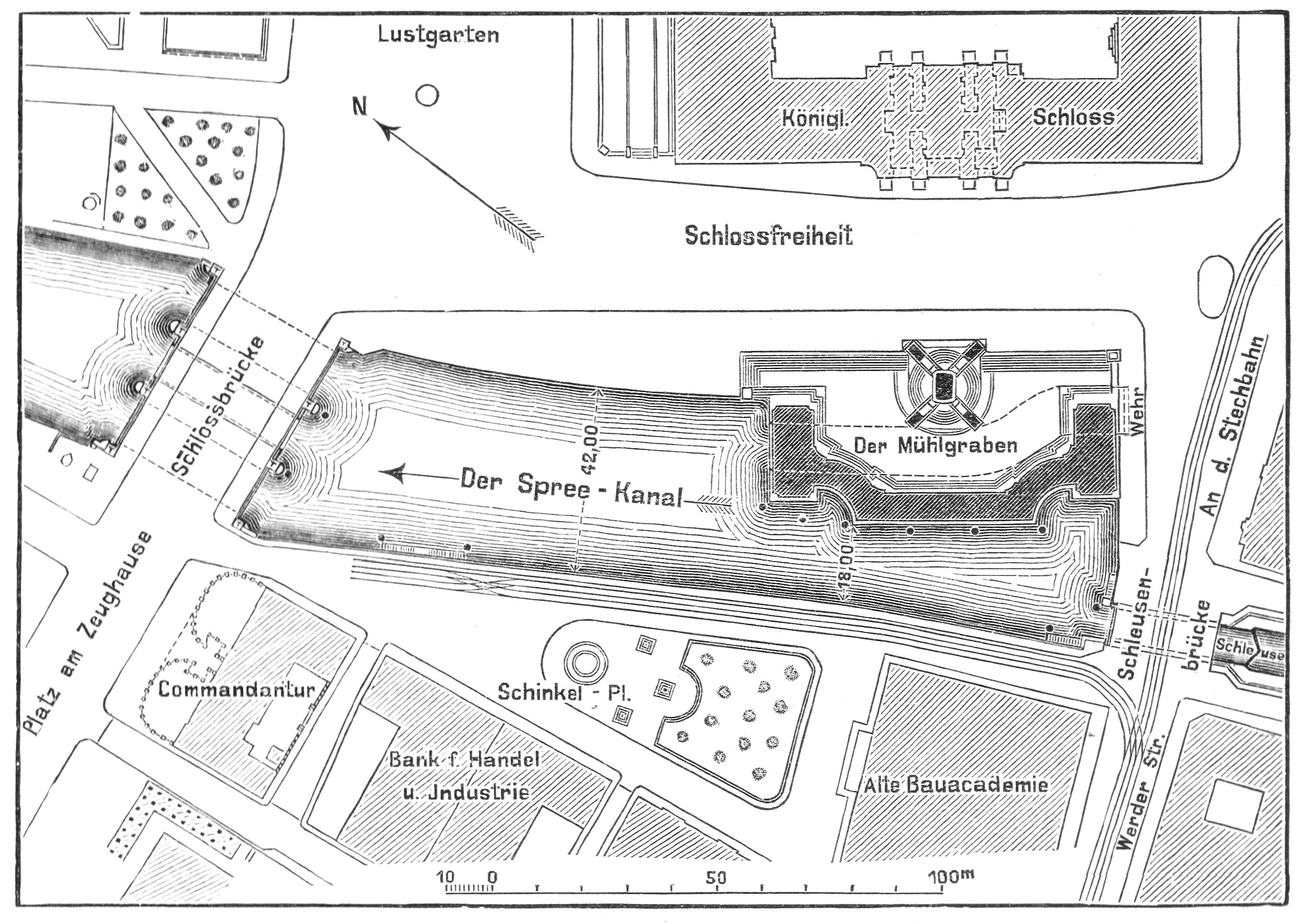
Plan des ehemaligen Standorts des Café Helms nach dem Bau des Kaiser-Wilhelm-Nationaldenkmals (1896); Mühlengraben gestrichelt eingezeichnet

Bis 1876 standen auf dem Grundstück des Café Helms die beiden Werderschen Mühlen, die seit dem 17. beziehungsweise 18. Jahrhundert existierten. Für sie war eigens ein noch immer vorhandener Mühlengraben von der Spree abgezweigt worden, der auf halbem Weg zwischen Schleusenbrücke und Schloßbrücke in den linken Spreearm zurückgeführt wird.
Die Werderschen Mühlen befanden sich im rechten Winkel zwischen der Schlossfreiheit und der kurzen Straße An den Werderschen Mühlen, die nur bis zur Schleusenbrücke reichte. Die Straße wurde nach dem Abriss der namengebenden Mühlen umbenannt und hieß anschließend bis 1962 wie ihre östliche Verlängerung An der Stechbahn. Heute verläuft dort die Straße Werderscher Markt.
Die amtliche Adresse des Café Helms lautete Schloßfreiheit 10/11. Der Saaltrakt mit der Wirtsstube lag allerdings An der Stechbahn. Der linke Pavillon stand auf einer Landzunge zwischen dem Seitenarm der Spree und dem Mühlengraben. In der Nähe, am heutigen Standort des Staatsratsgebäudes, befand sich das Geschäftshaus Rotes Schloss, das wie das Café Helms nach einem Entwurf der Architekten Ende und Böckmann errichtet worden war. Auf der anderen Spreeseite erhob sich die Bauakademie von Karl Friedrich Schinkel.
Das Café Helms wurde im Winter 1893/1894 größtenteils abgetragen, über die beim Bau bedachte Wiederverwendung der Tragkonstruktion ist nichts bekannt. Ein nicht genauer benannter Bauteil des Cafés blieb aber zunächst stehen und wurde als Baubüro für das an dieser Stelle gebaute Kaiser-Wilhelm-Nationaldenkmal benutzt, bevor er im Frühjahr 1896 dem Südflügel des Denkmals weichen musste. Der Mühlengraben wurde dabei mit Gewölben überbaut, die stark genug waren, das etwa 500 Tonnen schwere Denkmal zu tragen.

## Architektur

### Ein früher Fertigbau

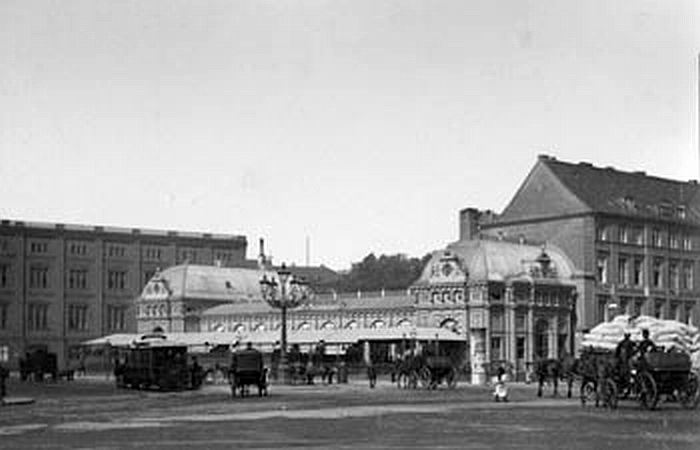
Der zierliche Bau vor den Häusern der Schlossfreiheit und der Bauakademie Schinkels (links)

Da man bereits in den 1870er Jahren eine Niederlegung aller Gebäude an der Schlossfreiheit ins Auge fasste, erlaubten die Berliner Behörden nach dem Abriss der Werderschen Mühlen nur noch eine provisorische Bebauung des Areals. Nach mehrjährigen Verhandlungen kam es 1882 auf Grundlage eines Entwurfs der Architekten Hermann Ende und Wilhelm Böckmann zu einer Einigung mit dem Gastwirt und Hoflieferanten Fritz Helms, der auf dem Grundstück eine ‚Erfrischungshalle‘ eröffnen wollte.
Die Verpachtung des Geländes an Helms stand unter der Bedingung, dass er sein Lokal in Leichtbauweise errichtete, damit es bei Kündigung des Vertrages schnell entfernt werden konnte. Um einen Wiederaufbau des Gebäudes an anderer Stelle zu erlauben, erdachten die Architekten eine einfache Fachwerk-Konstruktion aus eisernen Pfeilern und Trägern mit einzelnen flachen diagonalen Streben hinter dem Mauerwerk. Die Leichtbauweise war auch statisch begründet und diente dazu, den schlechten Baugrund nicht zu stark zu belasten.
Das Café Helms war ein frühes Beispiel für Vorfertigung in Deutschland, wo die Entwicklung von Fertighäusern im Vergleich zu Großbritannien, den Vereinigten Staaten und Frankreich zurückstand. Die Ausfachung des Eisengerippes erfolgte mit dünnen Verblendsteinen und Terrakotten. Im Inneren war das Gebäude mit Bretterwänden verschalt, die im Gästebereich unter Ledertapeten verschwanden, die mit vom Japonismus beeinflussten Ornamenten verziert waren. Die Luft der Zwischenräume diente der Wärmedämmung. Die Dächer bestanden aus selbsttragenden, verzinkten Eisenwellblechen, die mittels Zugstangen zusammengehalten wurden. Im Saaltrakt war das Blechdach mit Kiefernholz vertäfelt, das von Holzsäulen getragen wurde.

### Gesamtanlage

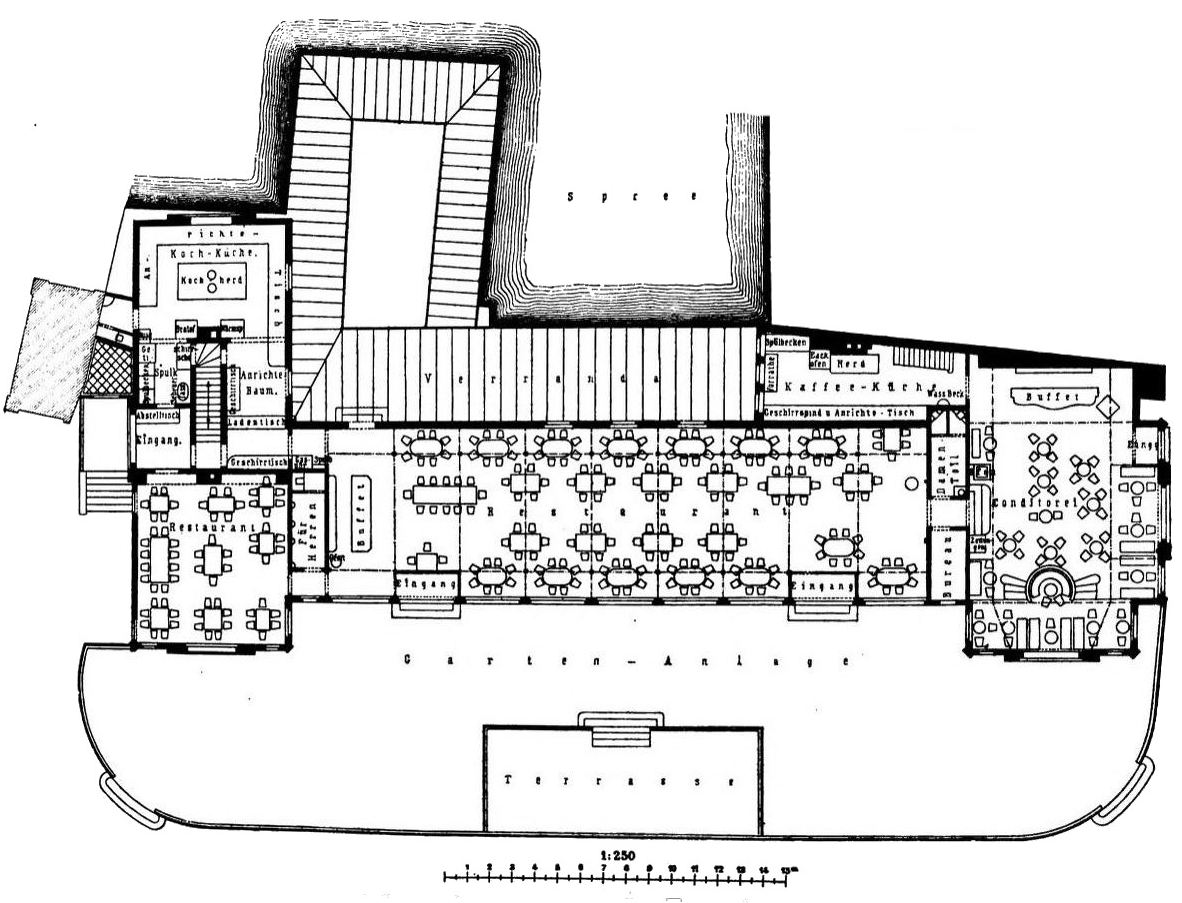
Grundriss des Café Helms

Ende und Böckmann fiel die vergleichsweise seltene Aufgabe zu, ein Gebäude zu planen, das ausschließlich als Gaststätte genutzt werden sollte, aber in einem verkehrsreichen Innenstadtbereich lag. Sie entwarfen einen langgezogenen Hallentrakt zwischen zwei Pavillonbauten. Verbindungstrakt und rechter Pavillon waren eingeschossig, der größere linke Pavillon besaß ein Obergeschoss und ein unteres Sockelgeschoss.
Vor und hinter dem Hallentrakt lagen Gärten, die in der wärmeren Jahreshälfte als Biergärten genutzt werden konnten. Der hintere Garten zog sich bis zum Ende der Landzunge hin, sodass er zum Teil dreiseitig von Wasser umgeben war. Im Vorgarten war an der Straßenseite zudem eine Terrasse errichtet worden. Sie verdeckte eiserne Klappen, unter denen die Aufziehvorrichtungen für die Verschlüsse des Stauwerks am Mühlengraben angebracht waren.
Die Gäste betraten den Garten über zwei seitliche Eingänge in der vorderen Umfriedung des Grundstückes. Die beiden Eingänge des Lokals befanden sich analog angeordnet im symmetrischen, neunachsigen Hallentrakt. Die beiden Pavillons besaßen separate Eingänge.
Die Bauzeit betrug neun Monate. Die Kosten für Errichtung und Ausstattung des Gebäudes lagen bei 200.000 Mark (kaufkraftbereinigt in heutiger Währung: rund 1,78 Millionen Euro).

### Raumaufteilung

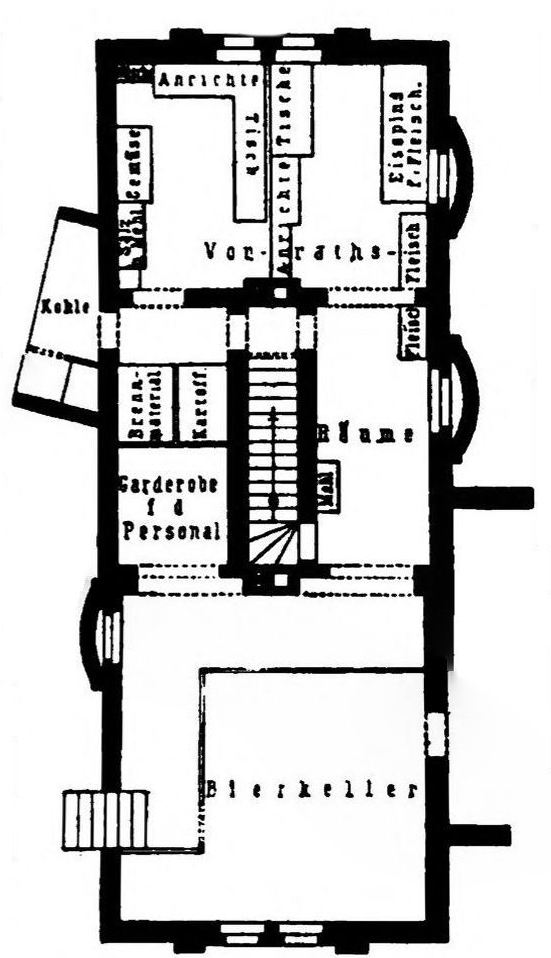
Grundriss des Sockelgeschosses im linken Pavillon

Im Verbindungstrakt befand sich die 5,30 Meter hohe Wirtsstube des Lokals. Die Küche war in einem großen Raum an der Nordseite des linken Pavillons eingerichtet. Ihr vorgelagert befanden sich links das Spülzimmer und rechts ein Anrichteraum, getrennt durch Treppen, die ins Obergeschoss beziehungsweise ins Sockelgeschoss führten. An der Vorgartenseite schloss sich ein weiterer Gästeraum an, der als Billardzimmer genutzt werden konnte. Die Toiletten und Waschräume für die Gäste lagen zwischen dem Hallentrakt und den beiden Pavillons – für Männer links, für Frauen rechts.
Der rechte Pavillon diente als Konditorei und Kaffeesaal. Damit ein ebenerdiger Zutritt von der Schlossfreiheit her möglich war, hatte man den Raum tiefer gelegt als den Hallentrakt. Er erreichte eine Höhe von 5,90 Metern. Um den Unterschied an den Fenstern zum Vorgarten auszugleichen, standen die Gästetische dort auf einem Podest. Westlich war dem Pavillon eine eigene Kaffeeküche angegliedert, die gleichzeitig als Backstube diente. Unter ihr lag die Waschküche des Hauses. Die hintere Veranda konnte sowohl über die große Wirtsstube wie auch über den Anrichteraum und die Kaffeeküche erreicht werden.
Im Obergeschoss des linken Pavillons lagen Wohnräume für Wirt und Personal. Im Sockelgeschoss, zu dem man auch über eine Außentreppe Zutritt hatte, befanden sich ein Umkleidezimmer, ein Büro, Vorratsräume und der Kartoffelverschlag sowie der Kohlenkeller. Unter dem Billardzimmer hatte der geräumige Bierkeller Platz gefunden.

### Fassadengestaltung

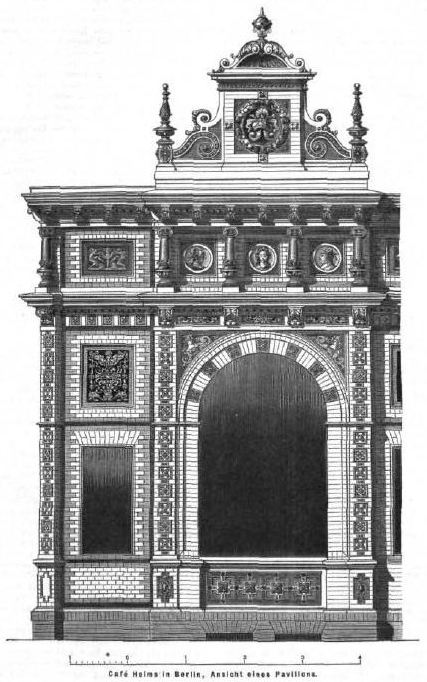
Entwurf einer Pavillonfassade am Vorgarten

Die Verkleidung des Eisenfachwerks erfolgte mit Blendsteinen und Terrakotten, die von der Firma Ernst March & Söhne hergestellt worden waren. Der Ton war in Anknüpfung an eine Tradition der italienischen Renaissance so gebrannt worden, dass er zwar mehrfarbig erschien, die Farbtöne aber nicht zu stark changierten.
Die Fassaden der Pavillons waren geprägt von rechteckigen Feldern, die sich aus der Fachwerkbauweise ergaben. Sie trugen teils große Fenster, teils waren in ihnen ornamentale oder figürliche Terrakotten nach Entwürfen des Bildhauers Otto Lessing eingearbeitet. Die Pavillons besaßen an je drei Seiten zierliche Schmuckgiebel. Unter ihnen waren von Balustern getrennte Medaillons angebracht, die die Genussmittel Wein, Bier, Tee, Kaffee und Tabak versinnbildlichten.

## Rezeption

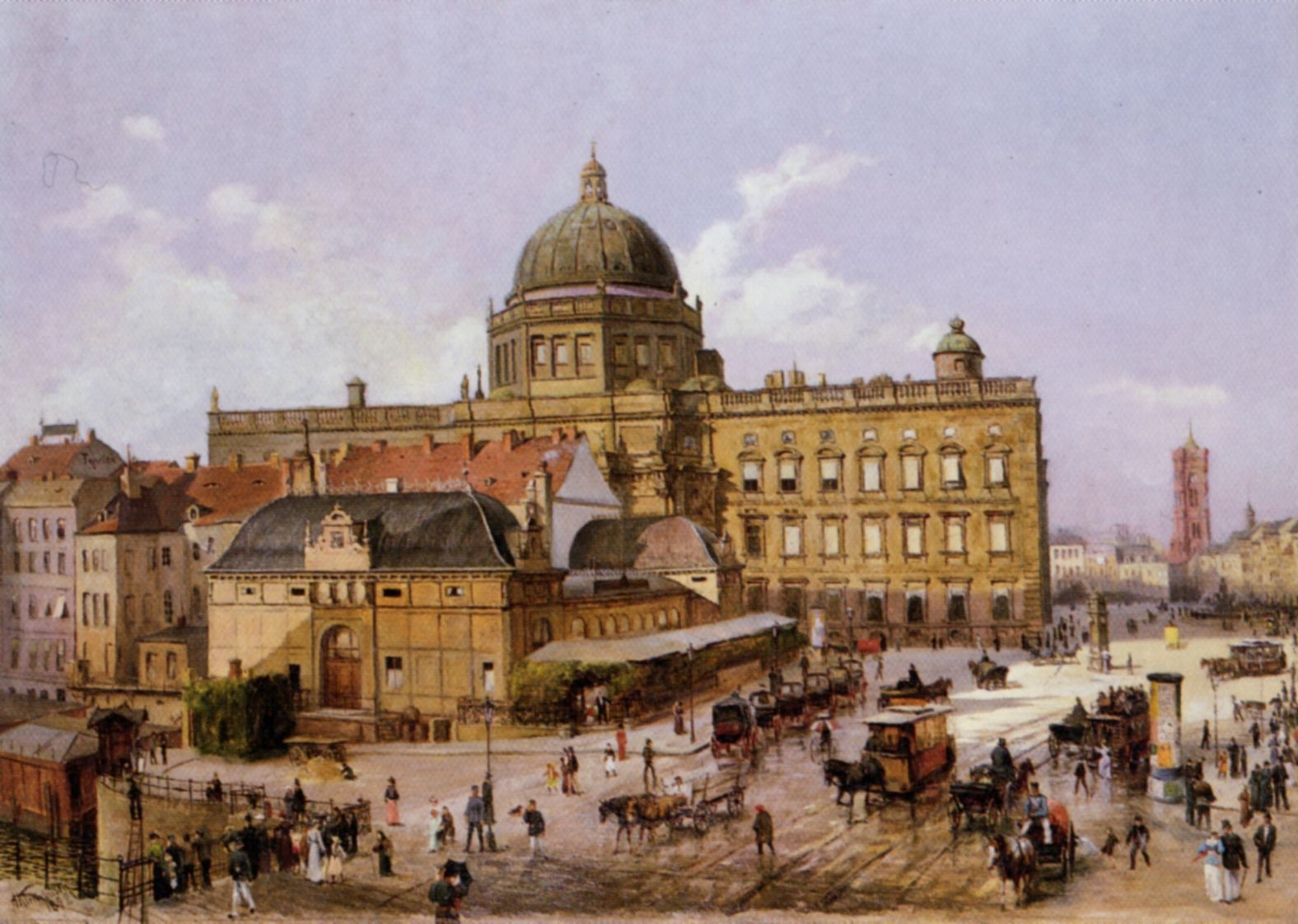
Albert Gustav Adolf Kiekebusch: Blick von der Schleusenbrücke zum Berliner Schloß (1892); in der Mitte das Café Helms

Das Café Helms entwickelte sich zu einem beliebten Treffpunkt der Berliner Gesellschaft. Theodor Fontane lässt Figuren seiner Romane Effi Briest (1895) und Die Poggenpuhls (1896) in dem Lokal einkehren. Dabei verzichtete der Schriftsteller auf eine genauere Beschreibung der Örtlichkeit, die dem zeitgenössischen Berliner Leser ohnehin wohlvertraut gewesen sein dürfte. Bei Effi Briest unterlief Fontane allerdings ein Anachronismus, denn zum Zeitpunkt des Romangeschehens 1880 stand das Café Helms noch nicht.
Im Handbuch der Architektur hieß es 1904, es sei bedauerlich, dass „das reizende Bauwerk heute durch das Kaiser Wilhelm-Denkmal verdrängt worden“ ist. Ähnlich äußerte sich Adolf Hartung 1908 in einem Nachruf auf den im Vorjahr verstorbenen Hermann Ende im Fachblatt Berliner Architekturwelt. Er beschrieb das Café Helms als „überaus reizvollen, in einer heiteren farbigen Ziegel- und Terrakottaarchitektur“ ausgeführten Bau.